# Папе Суаре
Папе Н'Диайе Суаре е сенегалски професионален футболист, който играе като ляв бек на клуба от Лига 1 Чарлтън Атлетик.

## Клубна кариера
Роден е на 6 юни 1990 г. в Мбао, департамент Пикине (Сенегaл). Суаре прекарва ранната си кариера в Диамбарс, Лил II, Лил и Реймс. [1][2][3]
Той се мести в Кристъл Палас при сделка за три години и половина през януари 2015 г. срещу неразкрита такса, отчетена като 3,45 милиона паунда.[4] Той направи своя дебют за Палас на 14 февруари в петия кръг на ФА Къп, загуба с 2:1 като домакин от Ливърпул, и беше описан от Доминик Файфийлд от „Обзървър“ като „ръждясал и податлив“.[4]
На 22 януари 2016 г. беше обявено, че Суаре е подписал нов договор за три години и половина с Кристъл Палас. Той беше изгонен на 13 февруари в края на загубата с 2 – 1 от Уотфорд на Селхърст Парк за фаул на Валон Бехрами.
След повече от година извън футбола след автомобилна катастрофа, Суаре направи първата си изява на 19 септември 2017 г. в домакинска победа с 1:0 над Хъдърсфийлд Таун в третия кръг на ЕФЛ Купа. Той беше похвален за представянето си от мениджъра Рой Ходжсън.
През август 2019 г., след като договорът му с Кристъл Палас изтече, Суаре се присъедини към клуба от френската Лига 2 – Троа с договор за един сезон с опция за още 12 месеца.
През юли 2021 г., след като не е участвал за Троа през предходния сезон, Суаре тренира с отбора на Кристъл Палас до 23 години, с цел да поддържа форма и се появява в предсезонни мачове за страната.
На 6 септември 2021 г. Суаре се завърна в Англия, за да се присъедини към клуба от Лига 1 Чарлтън Атлетик с едногодишен договор.

## Международна кариера
Суаре прави своя международен дебют за Сенегал на 29 февруари 2012 г. в приятелско равенство без голове срещу Южна Африка на стадион Мозес Мабхида в Дърбан[1]. По-късно той участва на Летните олимпийски игри през 2012 г. [5] и беше член на отбора на Купата на африканските нации през 2015 г. Той отбеляза първия си международен гол от свободен удар от 20 ярда на 29 март 2016 г., когато лъвовете от Теранга спечелиха с 2 – 1 при гостуване на Нигер през 2017 г. в квалификацията за Купата на африканските нации. След автомобилната си катастрофа той се завърна в националния отбор през март 2018 г.
Той не е включен в състава на Сенегал за Световното първенство по футбол през 2018 г.

## Личен живот
На 11 септември 2016 г. Суаре е транспортиран по въздух в болница, след като е замесен в пътен инцидент. Той получава наранявания на бедрото и челюстната кост. Смята се, че ще отсъства за шест месеца, въпреки че се връща към тренировките след 11 месеца.[6]
1. ^ Jump up to:a b c d
2. ^ Jump up to:a b c Pape Souaré at Soccerway. Retrieved 1 February 2015.
3. ^ Pape Ndiaye Souare – French league stats at LFP – also available in French
4. ^ Jump up to:a b
5. ^ Pape Souaré – FIFA competition record (archived)
6. ^ "Pape Souare: Crystal Palace defender back in action". BBC Sport. 29 August 2017. Retrieved 31 August 2017.